# 小行星6918
小行星6918（英語：6918 Manaslu）是一颗围绕太阳公转的小行星。1993年3月20日，平沢正規、鈴木正平在Nyukasa发现了此天体。
这颗小行星的绝对星等为346.7815235873196等。